# Kingsglaive: Final Fantasy XV
Kingsglaive: Final Fantasy XV (キングスグレイブ ファイナルファンタジーXV, Kingusugureibu: Fainaru Fantajī Fifutīn) é um filme japonês de fantasia científica lançado em 2016, dirigido por Takeshi Nozue e escrito por Takashi Hasegawa, a partir da história original por Saori Itamuro e Kazushige Nojima. Ele foi produzido principalmente pela Visual Works e é baseado no mundo e na história do jogo eletrônico Final Fantasy XV, que está tematicamente conectado com a subsérie Fabula Nova Crystallis. Kingsglaive teve um lançamento teatral no Japão em julho com distribuição realizada pela Aniplex, enquanto na América do Norte teve uma estreia limitada em agosto pela Stage 6 Films. O longa foi lançado em cópias físicas e digitais em outubro, também tendo sido colocado junto com Final Fantasy XV e o anime Brotherhood: Final Fantasy XV em algumas edições especiais do jogo.
Kingsglaive ocorre em paralelo com os eventos de Final Fantasy XV, focando-se no rei Regis Lucis Caelum CXIII, pai do protagonista Noctis do jogo. Os protagonistas são os membros da Kingsglaive, uma tropa de elite que compartilha dos poderes mágicos de Regis e é encarregada de defender o Reino de Lucis e seu Cristal da invasão do Império de Niflheim. O rei aceita um armistício com Niflheim a fim de impedir mais derramamento de sangue. Como parte do tratado, seu filho deverá se casar com Lunafreya Nox Fleuret da província imperial de Tenebrae. O tratado mostra-se uma armadilha para a invasão de Lucis, com o soldado Nyx Ulric da Kingsglaive envolvendo-se com Regis e Lunafreya em uma batalha para garantir o futuro do país. O elenco do filme conta com Gō Ayano, Shiori Kutsuna e Tsutomu Isobe em japonês, e Aaron Paul, Lena Headey e Sean Bean em inglês.
O filme foi feito como parte de um projeto de expansão multimídia para que Final Fantasy XV não necessitasse do desenvolvimento de uma série de jogos usando o mesmo mundo e personagens. A produção começou em 2014 pela mesma equipe que tinha trabalhado em Final Fantasy VII: Advent Children, com Kingsglaive utilizando conceitos descartados da versão original da história do jogo. O objetivo era criar uma experiência autônoma com um elenco próprio e um enredo interessante. Vários estúdios externos foram trazidos para ajudar a completar o projeto dentro do curto cronograma.  O longa arrecadou 6,55 milhões de dólares a partir de seu lançamento limitado e mais 4,5 milhões vindos das vendas de DVD e Blu-ray. A recepção por parte da crítica foi em sua maior parte mista, com os visuais e as interpretações sendo elogiadas, enquanto a história e o elenco coadjuvante sendo críticos.

## Sinopse

### Mundo
Kingsglaive: Final Fantasy XV se passa em Eos, um mundo similar à Terra moderna, ocorrendo em paralelo com os eventos iniciais de Final Fantasy XV. O Reino de Lucis abriga o Cristal mágico, dado à humanidade pelas divindades do mundo e usado pela dinastia Caelum a fim de defender Lucis de invasores por meio de uma barreira mágica conhecida como a Muralha. O Cristal é mantido em uma câmara especial dentro da Cidadela Real, com seus poderes sendo acessados apenas através do hereditário Anel dos Lucii. O militarista e tecnologicamente avançado Império de Niflheim conquistou todos os países do mundo usando seu exército robótico e está em guerra contra Lucis.
Insomnia, a capital de Lucis, é protegida de Niflheim pela Kingsglaive, uma tropa de elite formada por imigrantes de fora da cidade com quem o poder do Cristal é compartilhado por meio do monarca reinante. O filme começa com o rei Regis Lucis Caelum CXIII aceitando um acordo de paz com Niflheim: como parte do tratado, ele deve ceder territórios ao redor de Insomnia e fazer com que seu filho e herdeiro Noctis Lucis Caelum se casa com Lunafreya Nox Fleuret, uma ex-princesa da província imperial de Tenebrae.

### Enredo
Durante uma visita a Tenebrae, Regis e Noctis, que está se recuperando de uma experiência de quase morte, são alvos de uma tentativa de assassinato perpetrada por Niflheim. Tenebrae é logo em seguida invadida e conquistada, com a rainha Sylva sendo morta pelo general Glauca das forças imperiais. Regis tenta fugir com Lunafreya, porém ela decide ficar junto com seu irmão Ravus; os dois tornam-se súditos sob o domínio de Niflheim.
Doze anos depois, a Kingsglaive luta para proteger as fronteiras de Lucis de ataques lançados por Niflheim. Nyx Ulric contraria suas ordens de retirada durante uma missão a fim de poder resgatar seu amigo Libertus. Regis, cuja magia mantém a Muralha e está ficando mais fraco à medida que envelhece, aceita a oferta de paz oferecida pelo chanceler imperial Ardyn Izunia. Isto causa discórdia dentro da Kingsglaive, com muitos membros achando que o rei está abandonando suas famílias. Crowe, um dos membros da Kingsglaive, é enviada em uma missão antes da assinatura do tratado para escoltar Lunafreya até Lucis, porém ela é morta no caminho. Sua morte faz Libertus deixar a Kingsglaive e entrar em um grupo de rebeldes lucianos. Uma festa é realizada em homenagem ao tratado, tendo a presença de Regis e do imperador Iedolas Aldercapt de Niflheim. Lunafreya conhece Nyx durante o evento e é pouco depois raptada por Glauca. Nyx descobre isso e também que o império está com seu exército na espera do lado de fora de Insomnia.
Regis concorda em enviar a Kingsglaive, mas seu comandante Drautos desapareceu. Nyx consegue resgatar Lunafreya, porém muitos membros da Kinsglaive o traem. Os dois conseguem escapar com a ajuda do líder rebelde Luche Lazarus. A delegação de Niflheim lança um ataque surpresa durante a cerimônia de assinatura do tratado e mata o conselho de Lucis, enquanto seu exército consegue destruir a Muralha com a ajuda dos rebeldes, que são massacrados logo depois. Lunafreya e Nyx chegam na Cidadela enquanto Regis batalha contra Glauca. O general consegue cortar o Anel dos Lucii da mão do rei durante o confronto. Ravus tenta colocar o anel e tomar seu poder, porém é rejeitado e ele tem seu braço destruído antes de conseguir tirá-lo. Nyx, Lunafreya e Regis recuperam o anel e fogem. O rei faz os dois seguirem adiante sem ele, morrendo em uma nova batalha contra Glauca. Iedolas e Ardyn conseguem roubar o Cristal e deixam Insomnia para ser destruída.
Nyx e Lunafreya sãoemboscados por Luche, que revela ser o assassino de Crowe. Luche quase mata Nyx antes de ser enganado por Lunafreya a colocar o Anel dos Lucii, algo que o faz ser morto. Drautos aparece, porém é atacado por Libertus, que revela que Drautos é na verdade Glauca. Nyx coloca o anel e é confrontado pelos espíritos dos reis de Lucis do passado; ele é inicialmente rejeitado por não ter sangue real, entretanto os reis são persuadidos a lhe concederem o poder por causa de sua determinação e pela ameaça contra o Cristal. Ele afasta Glauca e entrega o anel a Lunafreya, que foge com Libertus. Nyx usa o poder do anel para enfrentar Glauca é uma batalha por toda Insomnia. Seu combate termina na alvorada, com Nyx ferindo Glauca mortalmente. Ele morre pouco depois como pagamento pelo poder do anel, desejando para que Noctis seja um bom rei no futuro. Libertus leva Lunafreya para fora da cidade, porém ela pede para que ele fique para trás, partindo sozinha a fim de entregar o anel para Noctis.

## Elenco
- Gō Ayano/Aaron Paul como Nyx Ulric, o protagonista do filme e um membro da Kingsglaive com grande afinidade com os poderes mágicos do rei, sendo designado como o protetor de Lunafreya.[8] Sua aparência foi baseada no modelo francês Johan Akan, enquanto seu ator de captura de movimentos foi Neil Newbon.[9]
- Shiori Kutsuna/Lena Headey como Lunafreya Nox Fleuret, uma Oráculo de Tenebrae capaz de comunicar-se com os deuses. Ela está noiva de Noctis como parte do acordo de paz entre Lucis e Niflheim.[8][10] Sua aparência foi baseada na modelo russa Sonya Maltceva, enquanto sua atriz de captura de movimentos foi Amanda Piery.[11]
- Tsutomu Isobe/Sean Bean como Regis Lucis Caelum CXIII, o rei de Lucis, guardião do Cristal mágico e pai de Noctis.[8] O ator britânico Jon Campling foi o ator de captura de movimentos do personagem e também a base de sua aparência tanto para Kingsglaive quanto para Final Fantasy XV.[10]
- Shōzō Iizuka/David Gant como Iedolas Aldercapt,[12] o imperador de Niflheim e a força motriz de sua expansão. Gant também foi o ator de captura de movimentos.[10]
- Keiji Fujiwara/Darin De Paul como Ardyn Izunia,[13] o chanceler de Niflheim e uma figura política poderosa. Sua aparência foi baseada no modelo Edward Saxby.[9][10]
- Yuichi Nakamura/Trevor Devall como Ravus Nox Fleuret,[14] o irmão de Lunafreya e general do exército de Niflheim. Seu ator de captura de movimentos foi David Nutley.[10]
- Kōichi Yamadera/Adrian Bouchet como Titus Drautos,[15] comandante da Kingsglaive e posteriormente revelado também ser Glauca, o alto comandante das forças militares de Niflheim.[2][3] Bouchet também serviu como ator de captura de movimentos e base para a aparência do personagem.[11]
- Mitsuaki Kanuka/Liam Mulvey como Libertus Ostium,[16] um amigo de infância de Nyx e um colega membro da Kingsglaive. Mulvey também serviu como ator de captura de movimentos e base para a aparência do personagem.[8]
- Tomokazu Seki/Todd Haberkorn como Luche Lazarus,[17] um membro proeminente da Kingsglaive devido sua inteligência, mantendo uma posição de quase liderança dentro da unidade.[10] Greg Blackford foi o ator de captura de movimentos do personagem e também a base de sua aparência.[11]
- Ayumi Fujimura/Alexa Kahn como Crowe Altius,[18] um membro da Kingsglaive e uma maga habilidosa; ela considera a unidade sua família por ser órfã e tem uma relação quase fraternal com Libertus.[3][10] Sua aparência foi baseada na atriz Andrea Tivadar.[9]

Outros personagens incluem os vários membros da Kingsglaive e do conselho de Lucis: Banjō Ginga/John DeMita como Clarus Amicita, pai do personagem Gladiolus de Final Fantasy XV; Wataru Takagi/Benjamin Diskin como Pelna Khara; e Fuminori Komatsu/Max Mittelman como Tredd Furia. Personagens sem dublagem incluem Sonitus Bellum e Axis Arra, ambos membros da Kingsglaive. Apesar de dublagens em japonês e inglês terem sido produzidas, a sincronização labial em todas as versões foi feita com o áudio em inglês. Os dubladores principais, como Paul, foram escolhidos para que fossem reconhecíveis e atraíssem a atenção de um público maior, além de por suas habilidades de atuação. A escolha dos dubladores japoneses seguiu um pensamento similar, escolhendo atores conhecidos para os papéis principais. A seleção de elenco ficou com Rui Kawada, que também atuou como gerente geral do projeto. A compartimentalização do longa fez com que muitos personagens fossem dublados por atores diferentes daqueles usados no jogo eletrônico. Os planos originais eram para que o filme e o jogo utilizassem os mesmos dubladores, porém isto foi descartado.

## Produção
Kingsglaive: Final Fantasy XV faz parte do Final Fantasy XV Universe, um projeto multimídia baseado ao redor do jogo eletrônico Final Fantasy XV. Além do filme, a minissérie de anime Brotherhood: Final Fantasy XV e outros títulos separados fazem parte do projeto. Ele surgiu porque a história de XV, originalmente um spin-off chamado Final Fantasy Versus XIII, era grande o bastante para cobrir vários jogos, porém a equipe não desejava criar jogos adicionais, assim decidiram conceber mídias adicionais. Apesar de similar em estilo a Compilation of Final Fantasy VII, as mídias associadas com XV vieram antes do lançamento do título, servindo como uma introspecção melhor sobre o mundo e os personagens. XV e suas mídias relacionadas possuem uma conexão temática com a Fabula Nova Crystallis Final Fantasy, um conjunto de jogos que compartilham uma mitologia em comum, porém possuem histórias e mundos separados. Apesar do mundo de XV ter se distanciado da marca por motivos de divulgação, ele ainda utiliza elementos da mitologia e do projeto geral. Kingsglaive foi pensado para que não fosse necessário ser assistido a fim do enredo principal do jogo poder ser compreendido. Mesmo assim, referências ao longa foram incluídas dentro do jogo. Hajime Tabata, diretor de XV, descreveu posteriormente Kingsglaive e Brotherhood como meios de proporcionar uma melhor compreensão do mundo do jogo, comentando que aqueles que apenas jogaram o jogo poderiam perceber conteúdo faltando.
O filme foi produzido principalmente pela Visual Works, uma subsidiária da desenvolvedora Square Enix que é especializada na criação de cenas em computação gráfica para seus jogos. O diretor foi Takeshi Nozue, cujo trabalho anterior em longa-metragem foi Final Fantasy VII: Advent Children em 2005. Apesar de ter sido o codiretor de Advent Children, desta vez ele foi o único diretor de Kingsglaive. Tabata atuou como um dos produtores do filme. A Square Enix salientou que Advent Children e Kingsglaive serviam a dois propósitos bem diferentes: enquanto o primeiro foi pensado para fãs do título original Final Fantasy VII, o segundo tinha a intenção de interessar tanto jogadores em potencial quanto novatos na série Final Fantasy, servindo de ponto de entrada para a narrativa de XV. O projeto era de uma escala muito maior que Advent Children, necessitando da ajuda de estúdios externos. Nozue comentou que outro aspecto de Kingsglaive era aumentar as vendas das plataformas do jogo antes de seu lançamento, com o longa oferecendo um meio maior de se alcançar compradores em potencial. A produção começou três anos antes de seu lançamento, com o trabalho total tendo começado em 2014 depois de um período de pré-produção. Deste ponto em diante o desenvolvimento durou aproximadamente dois anos e meio.
O desenvolvimento foi separado em três fases para que a produção fosse realizada dentro do curto cronograma, cada uma dedicada a uma parte particular do processo de produção e supervisionadas por diretores de unidade diferentes que respondiam a Nozue. O filme passou por várias fases de tentativa e erro até o produto final ter se solidificado. Kingsglaive foi mantido em segredo até 2016 quando estava próximo de ser finalizado, já que os desenvolvedores achavam que tinham anunciado XV muito cedo. A equipe foi transferida da Visual Works para a Divisão de Negócios 2, o departamento da Square Enix responsável pela produção dos jogos Final Fantasy, a fim que o progresso de Kingsglaive ficasse próximo de XV. Isto fez parte de uma mudança geral nos métodos de desenvolvimento quando Versus XIII transformou-se em XV.
Além da equipe de Advent Children, companhias ocidentais também foram envolvidas: a Digic Pictures, que tinha trabalhado em títulos da série Assassin's Creed; e a Image Engine, que trabalhou em vários filmes como Jurassic World e na série de televisão Game of Thrones. Nozue comentou que aproximadamente cinquenta empresas diferentes envolveram-se na produção. Esta abordagem era algo pouco convencional no Japão, sendo a primeira grande colaboração da Square Enix para um projeto em computação gráfica. A equipe interna foi estimada em por volta de cinquenta pessoas. A cooperação com estúdios ocidentais significou que o trabalho no longa podia seguir continuamente. O diretor estimou que, sem a ajuda externa, teria sido necessário uma equipe de quinhentas pessoas para que Kingsglaive fosse completado em tempo. Mesmo assim, Nozue afirmou que o filme estava pela metade dois meses e meio antes da estreia, com um enorme esforço de todos os estúdios envolvidos tendo sido necessário para que o projeto fosse finalizado em tempo. O diretor atribuiu a grande quantidade de empresas internacionais envolvidas pela paixão em comum delas pela franquia Final Fantasy.

### Roteiro
A história de Kingsglaive foi baseada ao redor da abertura original de XV, que teria mostrado a invasão de Insomnia pelo exército de Niflheim. Isto teve de ser cortado do jogo por preocupações sobre o volume do conteúdo, porém a equipe ainda assim queria mostrar o evento, incorporando-o ao enredo de Kingsglaive. Ambos os projetos usaram o mesmo roteiro compartilhado a fim de garantir uma conexão entre filme e jogo. O roteiro do jogo foi escrito por Saori Itamuro a partir da história original de Kazushige Nojima. A equipe também desejava uma experiência cinematográfica que atraísse um público grande, então contrataram o roteirista profissional Takashi Hasegawa para transformar a história em um roteiro de cinema. Nozue descreveu o trabalho de Hasegawa como de um doutor de roteiro, tendo passado um mês e meio ajustando o roteiro criado pela equipe.
A companhia norte-americana Hydra Entertainment auxiliou Hasegawa no desenvolvimento do roteiro, além de ajuda extra de profissionais de Hollywood. O enredo foi pensado para complementar e estabelecer os eventos de XV sem revelar grandes elementos do jogo. O filme foi criando principalmente com um público norte-americano em mente, com o roteiro tendo sido traduzido pela equipe de localização interna da Square Enix. A narrativa foi dividida em três atos, com a produção da computação gráfica de cada ato sendo concluída antes que os trabalhos começassem no ato seguinte. Isto fez com que ajustes de último minuto estavam ocorrendo até o final da produção. Como muitos membros da equipe eram fãs de longa-data de Final Fantasy, foram incluídas várias referências nostálgicas a títulos anteriores da franquia.
O tema central da história geral do universo de XV era o laço entre pai e filho: Kingsglaive representou o tema a partir da perspectiva de Regis. Nozue comentou que outro elemento importante durante os segmentos iniciais do longa era mostrar como a sociedade do mundo enxerga as responsabilidades de Regis, junto com as emoções envolvidas em tal papel. O principal objetivo para os personagens era representá-los como pessoas normais com falhas, em vez de serem super-heróis mágicos. Nyx foi um personagem original criado especificamente para o filme sem conexão com os eventos do jogo, tendo a intenção de ser o veículo para o público maior que Kingsglaive almejava alcançar. Ele também era um meio para abordar os temas sobre imigração, algo que por sua vez aproximou o público do elenco. Apesar de Nyx ser original, vários outros personagens do jogo desempenharam funções importantes em Kingsglaive, especialmente Regis, Lunafreya e Ardyn. Lunafreya foi destacada como a "pedra chave" conectando o jogo, o filme e o anime Brotherhood. Apesar de seu papel no filme não ter sido ativo, sua força foi transmitida por meio de sua dedicação a seus objetivos.

### Animação
A equipe desenvolveu uma demo tecnológico em 2012 com o objetivo de testar a criação e movimentação de modelos e ambientes altamente detalhados. A demonstração foi chamada de Agni's Philosophy, que também serviu de teste para o motor de jogo Luminous Studio que seria usado em XV. Os desenhos dos personagens e a modelagem foram supervisionadas pela Divisão de Negócios 2; a equipe foi liderada por Kazuaki Iwasawa, o supervisor de modelos de personagem. O cabelo de Crowe foi baseado no penteado da protagonista feminina de Agni's Philosophy. Os penteados de Crowe e Lunafreya foram modelados inicialmente usando uma peruca real em um manequim a fim de garantir que poderiam ser editadas facilmente. As perucas foram escaneadas e compostas por três mil curvas cada, mil a mais que o originalmente estimado.
Os movimentos faciais e corporais dos personagens foram gravados por meio de captura de movimento: isto incluía capturar figuras estáticas para segmentos de diálogo e captura corporal para sequências de ação. Os atores de captura de movimento serviram como base para a aparência dos personagens; eles foram escolhidos a partir do quanto se encaixavam na visão da equipe para os personagens. As expressões faciais foram gravadas usando um equipamento especial preso na cabeça dos atores que havia sido desenvolvido para o demo de 2012. Nozue precisou consultar-se regularmente com cabeleireiros profissionais enquanto os desenhos dos personagens estavam sendo finalizados a fim de garantir que os penteados escolhidos fossem concebíveis na vida real. Os cineastas tentaram deixar os personagens que também aparecem no jogo o mais próximos possíveis de suas aparências em XV. Assim como outros filmes japoneses de computação gráfica com tom realista, a equipe apoiou-se em fotogrametria e um grande processo de escaneamento tridimensional junto com a captura de movimento. Os figurinos foram criados de modo similar a roupas reais, com um número de desenhos diferentes tendo sido testados com recortes de papel. Algo que todos os estúdios procuraram alcançar foi que os movimentos dos personagens fossem realistas sem serem simétricos; o maior exemplo disto foi a necessidade de Libertus andar de muletas por boa parte da história, alterando seu centro de gravidade e velocidade.

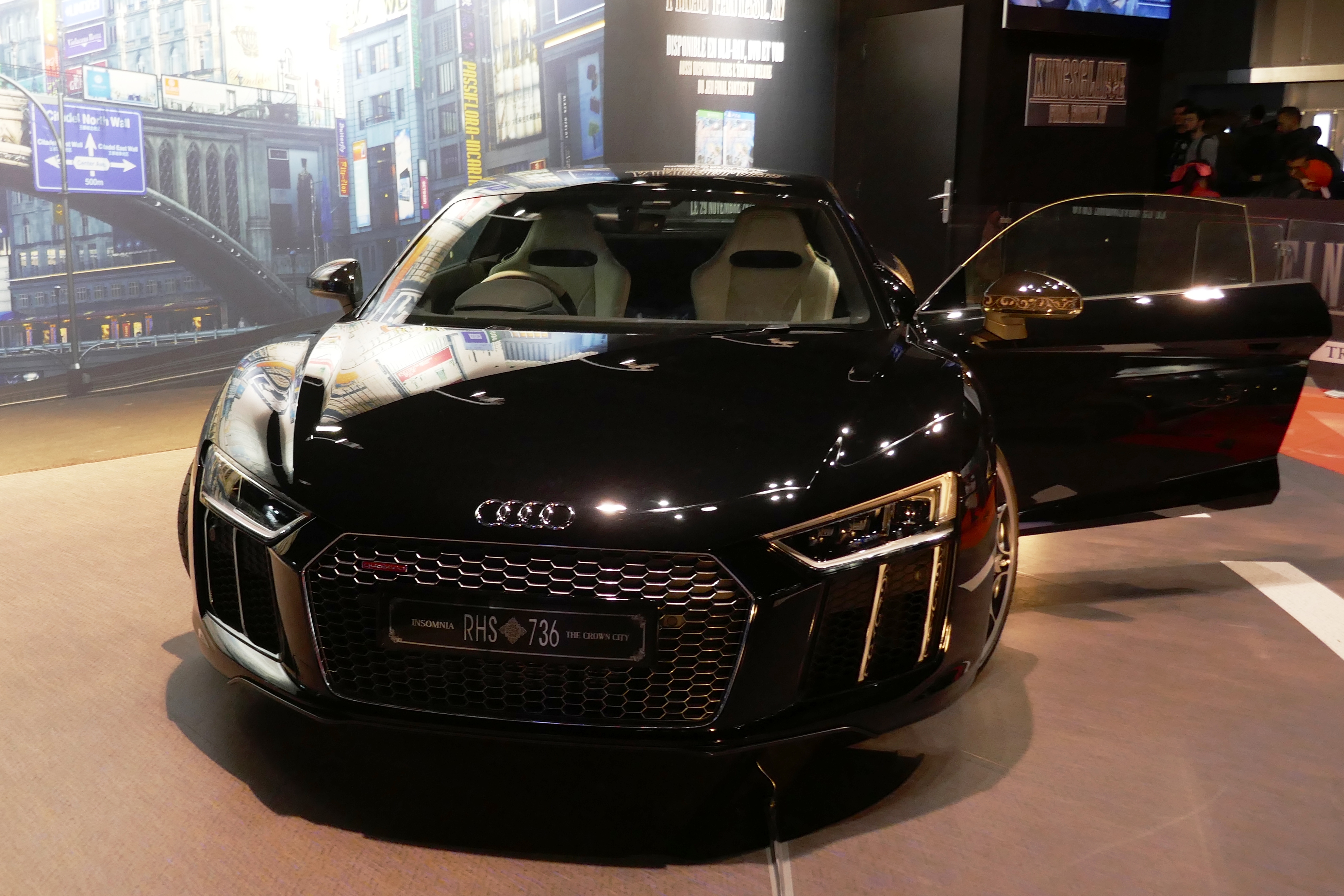
O Audio R8 especial produzido em colaboração entre a Square Enix e Audi.

Insomnia foi baseada de forma geral em cidades internacionais, enquanto seu centro era inspirado em Tóquio. Elementos ocidentais foram adicionados por críticas dos fãs que Insomnia era muito semelhante a Tóquio em seus estágios iniciais de desenvolvimento. As aeronaves de Niflheim eram uma versão atualizada daquelas vistas no início da produção de XV quando ainda era Versus XIII. Regis foi completamente redesenhado para o filme, que por sua vez também alterou sua aparência no jogo. Ele fora inicialmente concebido tendo uma aparência mais jovem, porém a equipe desejava que ele tivesse um ar propriamente régio a fim de ter uma presença mais marcante em Kingsglaive, então ele foi envelhecido e teve um contexto de história criado com o objetivo de justificar a mudança. O tema geral do universo de XV era "uma fantasia baseada em realidade": a fim de reforçar isso, a Square Enix colaborou com a Audi em uma versão customizada do modelo Audi R8 como o meio de transporte pessoal da família real, também incluindo referências a marcas e companhias do mundo real como a Japan Airlines. A maioria dos objetos de cena individuais, como o carro, as adagas de Nyx, os robôs de Niflheim e o Anel dos Lucii, foram criados e renderizados antes da produção principal ter começado.
Iluminação e seus efeitos na pele dos personagens eram de importância particular para a Divisão de Negócios 2, com muito trabalho tendo sido dedicado para garantir que as sombras e transparências encaixavam-se em cada personagem de acordo com sua posição na cena em relação à iluminação. A pré-visualização seria feita internamente, porém os cineastas acabaram decidindo chamar a The Third Floor, uma empresa externa especializada em pré-visualização. A The Third Floor no fim cuido de aproximadamente quarenta por cento do trabalho. A animação deveria ter sido cuidada através do software V-Ray, porém a equipe achou difícil adaptar o programa para suas necessidades. Como Nozue queria utilizar a tecnologia e experiência da Visual Works na criação de Kingsglaive, eles decidiram trazer ajuda externa para poder lidar com o V-Ray. O resultado foi uma cooperação com a Digic Pictures, que contava com ex-funcionários do ramo norte-americano da Square Enix e eram altamente habilidosos na criação de cenas de alta qualidade. A produção usou o software Houdini para elementos ambientais procedurais como estilhaços.

### Música
A trilha sonora de Kingsglaive foi composta por John R. Graham, com temas adicionais tirados das composições originais de Yoko Shimomura feitas para XV. Yoshitaka Suzuki fez algumas contribuições extras para a música, enquanto a própria Shimomura compôs o tema principal do filme. Graham anteriormente tinha contribuído para trilha de Bloodmasque da Square Enix e para o longa The Forger. Segundo Graham, Nozue queria uma trilha musical complexa. As harmonias e temas mudam no decorrer da trilha com o objetivo de criar uma atmosfera ambígua e um sentimento de tragédia e perda iminente. O compositor fora trazido para conceber uma música que preencheria o mundo da história e atuasse como uma contraparte ao trabalho de Shimomura no jogo. Por causa dos temas e eventos de Kingsglaive, Graham precisava que sua música refletisse o peso, contradições e perspectivas de "luz e escuridão" alternáveis dos personagens e locações. Ele escreveu mais de cem minutos de música. A trilha foi gravada totalmente nos Estados Unidos em Nashville, Tennessee, com a Nashville Music Scoring Orchestra.

## Lançamento
Kingsglaive foi anunciado em março de 2016 durante o "Uncovered: Final Fantasy XV", um evento de mídia dedicado ao jogo. Seu lançamento foi realizado pela Square Enix e pela distribuidora Sony Pictures Home Entertainment. Nenhum lançamento em cinemas foi anunciado para o ocidente na época. Foi revelado em junho na Electronic Entertainment Expo que o filme teria um lançamento limitado na América do Norte a partir de 19 de agosto; sua distribuição ficou com a Stage 6 Films junto com a Vertical Entertainment e Square Enix. Uma semana extra nos cinemas foi anunciada em alguns locais. Foi posteriormente anunciado que o cinema Grand Rex na França seria o local da estreia de Kingsglaive em 15 de setembro. Kingsglaive foi lançado em 9 de julho nos cinemas japoneses pela Aniplex, com espectadores do primeiro dia recebendo cartões especiais de Lunafreya. Os ingressos começaram a ser vendidos em 23 de abril. Um especial televisivo intitulado XV Universe Report foi ao ar no Japão uma semana antes da estreia, tendo informações de bastidores e entrevistas sobre XV e suas mídias associadas. O longa foi incluído em Blu-ray nas edições Deluxe e de Colecionador de XV, que foram lançadas mundialmente em 29 de novembro. Kingsglaive também foi incluído na Final Fantasy XV Film Collection, um pacote que também vinha com XV e Brotherhood. Uma versão digital foi disponibilizada em 30 de agosto para serviços de streaming e download. Versões em Blu-ray e DVD estrearam em 4 de outubro.

## Recepção

### Bilheteria
Kinsglaive estreou no Japão na décima posição, vendendo 22.818 ingressos para uma arrecadação total de 35.516.460 de ienes (345.507 dólares) em dois dias. Mais de setenta mil ingressos já tinham sido vendidos em 20 de julho, fazendo a bilheteria total japonesa ultrapassar 105 milhões de ienes (novecentos mil dólares). Seus bons números foram atribuídos a um boca a boca positivo após o lançamento. O longa arrecadou mais 190 mil dólares durante sua estreia limitada nos Estados Unidos. Ele acabou por arrecadar 269.980 dólares na região. Kingsglaive estreou na China em março de 2017 e alcançou o quarto lugar de bilheteria na semana, sendo a estreia de maior arrecadação com 3,9 milhões de dólares. Sua bilheteria mundial total foi de 6,4 milhões de dólares. Os lançamentos em home vide ficaram entre os vinte mais vendidos do mês de outubro de 2016. Os lançamentos de DVD e Blu-ray combinados alcançaram uma arrecadação de mais de 4,5 milhões de dólares.

### Crítica
Kingsglaive teve uma recepção em sua maior negativa parte pela crítica, porém a opinião do público foi um pouco mais favorável. No agregador de resenhas Rotten Tomatoes, o filme possuí um índice de aprovação de 13% e uma nota média de 4,8/10 a partir de dezesseis resenhas. Já no Metacritic, que cria uma nota a partir de uma média aritmética ponderada, o longa tem uma aprovação de 35/100 baseada em dez resenhas, indicando "críticas geralmente não favoráveis".
Christian Holub da Entertainment Weekly descreveu o filme como uma longa cutscenes para fãs do jogo em vez de algo equivalente a então recente adaptação cinematográfica de Warcraft; ele afirmou que os visuais "oferecem um mergulho profundo no vale da estranheza", elogiando os esforços dos atores com um roteiro que considerou fraco. Meghan Sullivan da IGN comentou que Kinsglaive era "deslumbrante" e elogiou os desenhos dos personagens apesar de alguns problemas com as expressões faciais realistas, entretanto sentiu que a história foi arrastada pelos elementos políticos enquanto a ação e o enredo geral funcionaram. Ela escreveu que as atuações eram "sólidas", que os protagonistas trouxeram vida a seus personagens e que eles impediram que o roteiro soasse muito ridículo, mas achou que o elenco coadjuvante era fraco. Sullivan resumiu Kinsglaive como "um filme muito bonito e muito confuso". Andrew Barker da Variety questionou frequentemente se Kinsglaive poderia ser contado como um filme por muitas vezes achar que estavam assistindo a uma gravação de jogabilidade; ele elogiou os visuais enquanto criticou o enredo por ser corrido e cheio de personagens desperdiçáveis. Matt Kamen da Wired gostou dos visuais e foi positivo sobre as interpretações e as cenas de ação. Suas críticas foram direcionadas à representação ruim de personagens femininas e à narrativa confusa, achando que o longa estava muito focado em estabelecer os eventos de XV. Seu sentimento final foi que Kinsglaive tinha potencial, mas baseava-se muito em estereótipos de personagem e construção de mundo, resumindo-o como "um fatia deslumbrante mas recheada de agrado aos fãs".
Aoife Wilson da Eurogamer achou difícil encontrar o motivo por ter gostado do filme, principalmente por ter achado que era "inchado e mal feito", mas no final escreveu que ainda assim parecia parte deFinal Fantasy apesar das falhas. Ela também elogiou os visuais, mas achou que os diálogos eram o ponto mais fraco apesar dos esforços do elenco. Wilson resumiu Kinsglaive falando que "como uma peça de material promocional de duas horas de duração, ele funciona". Scott Clay da RPGFan disse que assistir ao filme era uma necessidade para compreender o mundo de XV, elogiando-o por seus visuais e cenas de ação, entretanto comentou que provavelmente existiam melhores filmes de ação disponíveis. Ele sentiu que Kingsglaive conseguiu lhe deixar investido na história do jogo, afirmando que "[o filme] não é nenhuma obra-prima – na verdade, nem de longe é uma – porém faz bem seu trabalho de estabelecer aquilo que tem o potencial de ser uma história muito legal". Ashley Oh da Polygon sentiu falta do desenvolvimento de personagens comumente presente nos jogos Final Fantasy, porém reconheceu que o elenco fez o melhor que pode com o roteiro; ela considerou os visuais "de cair o queixo" e gostou das referências a outros títulos da franquia, mas achou que a narrativa era "muito fraca". Oh também criticou a falta de personagens femininas fortes, algo muito presentes nos jogos. Diferentemente da maioria, Anthony John Agnello da GamesRadar foi muito positivo, dizendo que era "uma ótima mistura da construção de mundo, humanidade e estranheza mágica de Final Fantasy" e elogiando-o por equilibrar o estabelecimento de XV com a criação de uma boa experiência, além de falar bem dos visuais e personagens. Alexa Ray Corriea da GameSpot também foi bem positiva: apesar de reconhecer que não era um filme muito coerente, ela achou que foi um bom primeiro passo da Square Enix em direção a reconquistar a confiança dos fãs depois de erros do passado. Corriea gostou da história, mesmo com alguns elementos maquinados, e elogiou a escala e visuais.